# Rabøl
Rabøl (dansk) eller Rabel (tysk) er en landsby og kommune beliggende omtrent 4 km nord for købstaden Kappel ved Slien (Vormshoved Nor) i det østlige Angel. Administrativt hører kommunen under Slesvig-Flensborg kreds i den nordtyske delstat Slesvig-Holsten. Kommunen samarbejder på administrativt plan med andre kommuner i omegnen i Gelting Bugt kommunefællesskab (Amt Geltinger Bucht). Til kommunen hører også Bukhavn, Harmark (Haarmark), Hovled (Hauheck), Mariedal (Mariental), Oksekobbel (Ochsenkoppel), Rabølsund, Rokrog (Ruhekrug), Skilleled (Scheideheck), Skovled (Schauheck), godset Bukhavn (Gut Buckhagen) fra 1660, en del af Studebølmark (i dagligtale Kleefeld≈ Kløvermark) samt den ubeboede Sli-ø Flintholm og tidligere Løkkeskov. I kirkelig henseende hører Rabøl under Kappel Landsogn. Sognet lå i Kappel Herred (Angel godsdistrikt), da Sydslesvig var dansk indtil 1864.
Rabøl er første gang nævnt 1535. Stednavnet henføres til oldnordisk rā for rådyr eller måske grænsejord (grænsepæl). 1519 er der tale om to bebyggelser. Gl Rabøl var beliggende direkte ved Slien og bestod af tre gårde, som senere kom under mejerigård Rokrog. Til Ny Rabøl hørte 12 gårde, senere tilhørende Bukhavn gods. I årene 1831 til 1966 rådede Rabøl over en distriksskole. Fra 1886 til 1952 var byen stationsby på (den nu nedlagde) banestrækning Flensborg-Kappel. Kommunen rådede 1987 over et areal på 884 ha (deraf 188 ha i Slien) og havde 521 indbyggere.
Kommunen er landbrugspræget. Rabøls byvåben viser på hvid baggrund en blå fiskehejre og på blå baggrund et gult sildehegn. I Rabølsund er Sliens dybeste punkt på 22 m.

## Kendte fra Rabøl
- Adolf Burchardi (25. maj 1829 i Rokrog - 13. januar 1891 på Birkendegaard ved Kalundborg), landreformer, grundtvigianer
- Christian Julius Ramm (28. juli 1831 - 1. juli 1913 i Frederiksberg)[4], dansk forsikringsmand, ridder af Dannebrog, uddanet underofficer